# 복합 레진

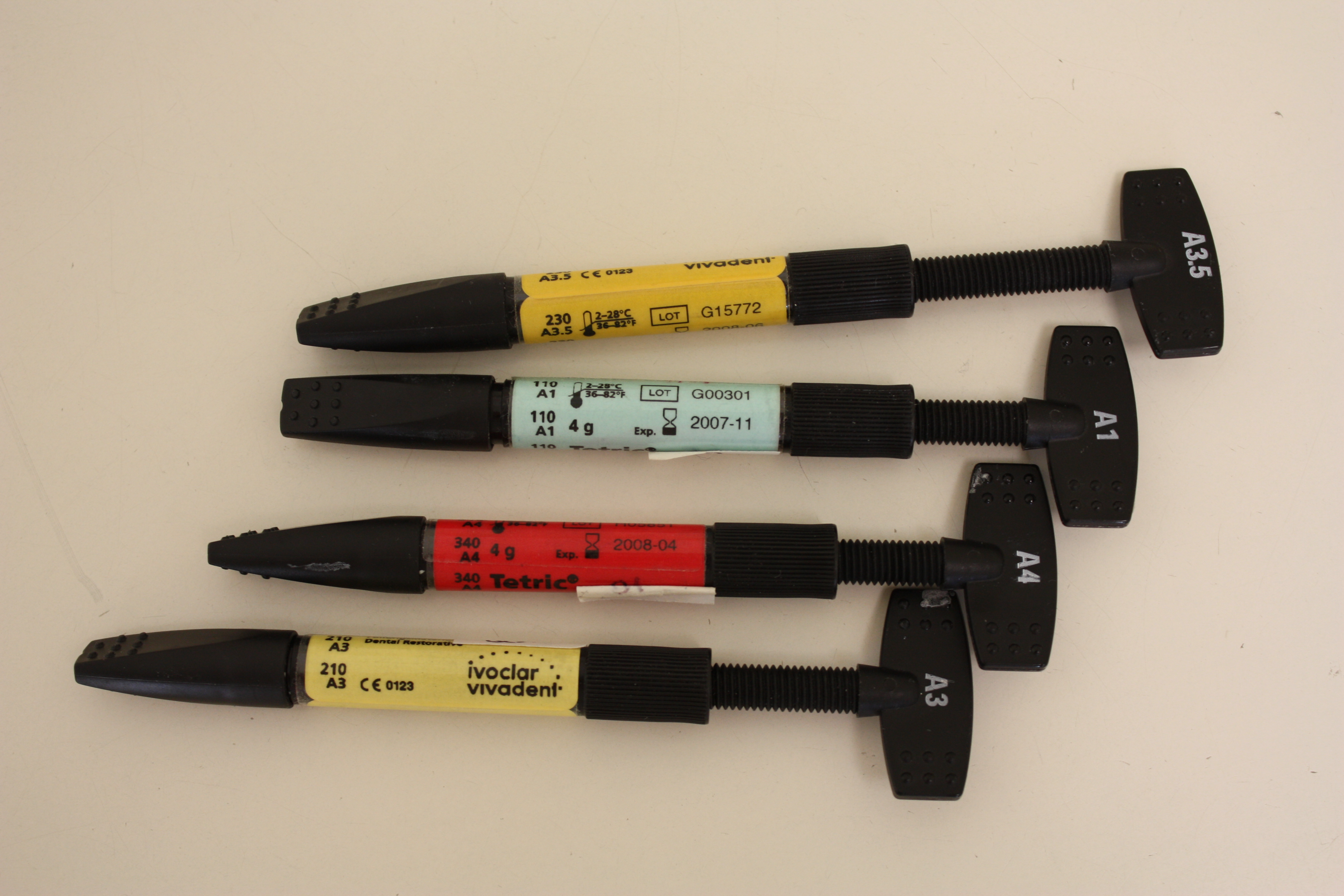
복합 레진

복합 레진(dental composite resins)은 치의학에서 수복 재료나 접착제로 사용되는 합성 수지의 일종이다. 생활수준의 향상과 대중매체가 발달함으로 인해 보다 나은 삶의 질에 대한 개개인의 관심이 증대되고 있으며, 이는 치과치료에서도 마찬가지다. 과거의 치료가 금속재료에 의한 단순한 기능회복에만 중점을 둔 반면, 현재의 치과 치료는 기능회복 뿐만이 아니라 심미성도 포함한 심미수복에 중점을 두고있다. 심미수복은 심미적인 재료를 사용해 치아를 수복함으로써 기능과 심미성을 동시에 만족시키는 수복으로, 복합레진은 도재(세라믹)와 더불어 심미수복 치료를 위해 가장 많이 사용되는 수복재 중 하나이다. 치과진료의 심미성은 이제 부수적인 고려사항이 아닌 필수적인 전제조건이 되었다. 이러한 요구로 인해 심미치과학이라는 새로운 임상분야가 대두되고었다. 심미치과학의 중심에 심미수복이 있으며, 보존수복학 분야에서는 '복합레진'이 가장 중요하게 여겨지고있다.

## 개요
복합레진은 도재(세라믹)와 더불어 심미수복 치료를 위해 가장 많이 사용되는 중요한 재료 중 하나이다. 1930년대에 최초의 자가중합형 아크릴레진(Acrylic resin)의 개발로부터 시작되어 현재는 이를 개량한 복합레진(Composite resin;약칭;Composite)이 상용화됨으로써 임상에서 가장 중요한 심미수복재로 자리매김하고 있다. 이러한 복합레진은 1960년 Bowen R.L에 의해 발견된 Bis-GMA를 기질(基質)로 사용하고 있으며 아크릴레진의 물리적 성질 및 치질에 대한 접착력을 개선하였다. 레진은 재료학적으로 고분자화합물과 합성수지에 속한다.

## 조성

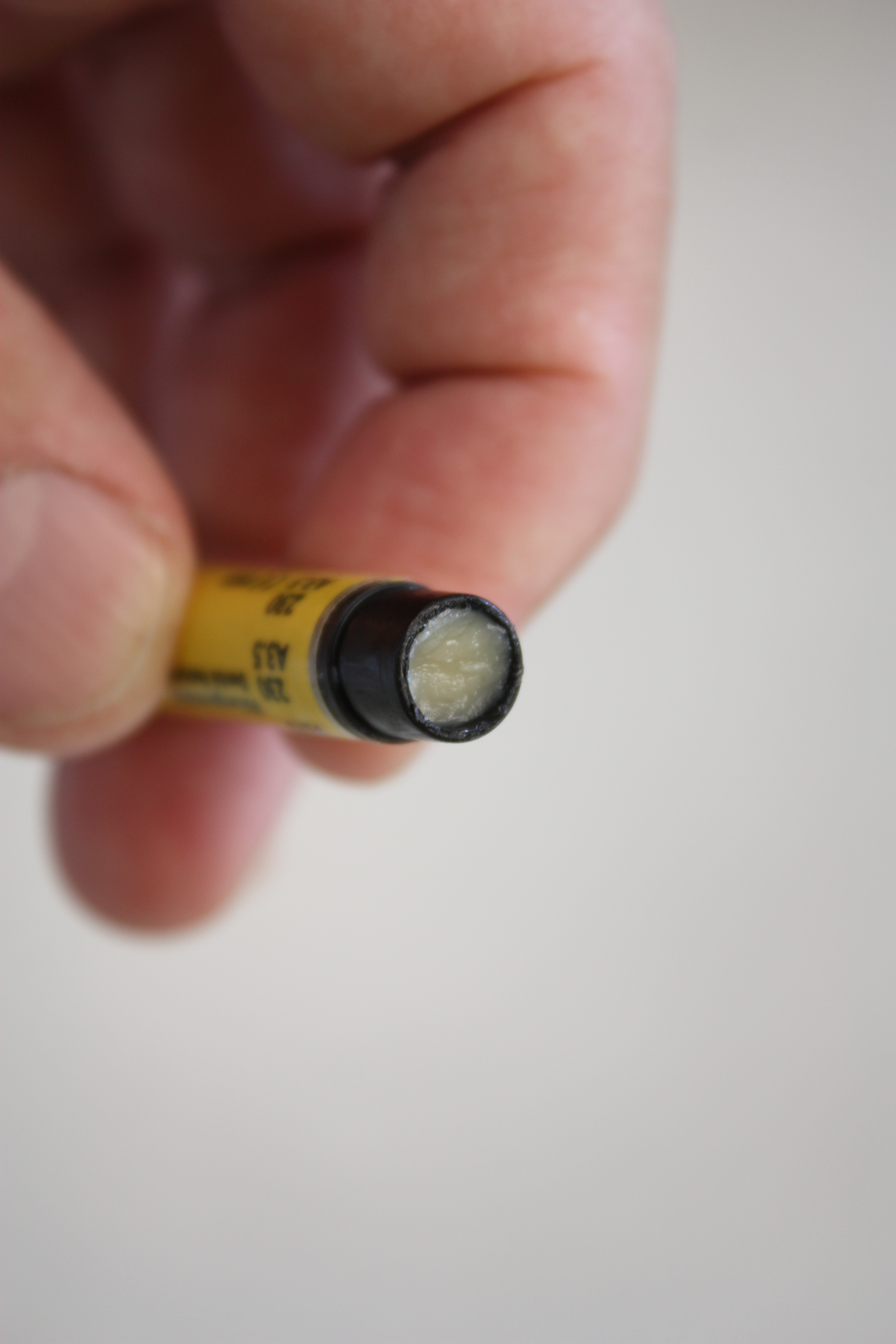
복합 레진

복합레진은 2가지 이상의 재료를 혼합하여 사용되며 단일 성분보다 더 우수한 성질을 가진다. 구강의 전치부와 구치부 모두 사용될 수 있는 심미수복재이다. 실란결합제에 의해 레진기질과 무기필러 입자가 함께 결합되어 있고 재료를 경화시키는 개시제와 촉진제 및 색소도 첨가되어있다.
- 레진기질 (Resin matrix)

현재 치과 임상에서 가장 많이 사용되는 복합레진의 기질은 중합체 Bis-GMA(Bisphenol-A-glycidyl dimethacrylate)로 구성되어 있다. 우레탄 디메틸크릴레이트(UDMA)또한 복합레진의 기질로서 사용되고 있다. 이러한 기질에 희석제를 첨가하여 제품의 점도를 조절하는데 점성을 낮추고 필러입자를 첨가 할 수 있도록 TEGDMA(Triethylene glycol dimethacrylate)같은 저분자 모노머를 첨가한다.
레진기질은 복합레진 재료에서 마모저항성이 낮고, 물을 흡수하여 착색과 변색을 초래한다.
- 무기필러 (Filler)

치과용 복합레진의 물성을 강화하기 위해 첨가되는 필러는 석영(Quartz)과 붕규산글라스(Borosilicate glass), 실리카 또는 세라믹으로 구성된다.
 필러가 첨가됨에 따라 레진기질의 양이 줄어 들기 때문에 복합레진의 적절한 강도와 경도를 부여하고 마모저항성이 커지며 중합수축량도 줄어든다. 또한 필러는 빛을 산란시키는 효과도 있어 레진의 반투명성을 조절하는데 사용한다. 그 외에도 필러를 첨가하면 생기는 장점으로 열팽창계수의 감소와 물의 흡수량 감소로 변색, 착색의 가능성도 줄어든다.
몇몇의 제조사는 치과용 방사선영상에서 치아우식과 수복물을 구별하기 위해 방사선불투과성 입자(바륨, 붕소, 아연 등 중금속이온)를 필러에 첨가하기도 하여 재료의 종류에 따라 방사선투과성에서 불투과성까지 다양하다.
이러한 필러입자의 크기와 함량에 따라서 여러 가지 분류로 나누어 진다.
- 실란커플링제(Silan coupling agent; 결합체)

무기필러와 레진기질이 화학적으로 결합하도록 실란커플링제로 무기필러의 표면을 화학처리한다. 즉,실란 커플링제는 필러의 표면과 레진기질 사이의 화학적인 결합을 도모하는 역할을 한다. 이를 실란처리(silane treatment)라고 한다. 실란처리를 통해 복합레진의 물성이 현저하게 향상된다.

- 색소

자연치아의 색조와 조화되도록 색상을 부여 하기 위해서나 특수한 색에 근접하는 다양한 색깔을 만들기 위해 무기 색소의 양을 달리하여 첨가한다. 변색, 어두운 상아질색 보완, 근관치료의 금속포스트 등을 위해 색소가 함유된 레진을 사용한다. 또 치아를 재수복할때나 반상치같은 백색 반점이 있는 경우에도 사용할 수 있다.
- 중합개시제와 중합촉진제

복합레진의 중합개시제로는 벤조일 퍼옥사이드와 캄포로퀴논(Camphorquinone)이 사용된다. 벤조일 퍼옥사이드는 열중합과 화학중합의 중합개시제로 사용되고 중합촉진제 유기분자 유기아민(3급 아민;NR3)이 반응하여 자유라디칼을 생성한다. 광중합형 복합레진의 중합개시제는 420~480mm 파장의 청색광(가시광선)을 흡수하는 캄포로퀴논이 사용되고 빛이 비춰지면 광개시제가 자유라디칼을 형성하여 중합이 시작된다.
- 중합억제제(Inhibitor;반응억제제)

단량체의 자발적이거나 우발적인 중합반응을 최소화하거나 억제하기 위해서 소량의 중합억제제를 첨가한다. 광중합 복합레진은 청색광을 조사하면 바로 중합이 시작되므로 청색광이 조사되기전까지 충분한 작업시간을 부여하기 위해 뷰틸레이트 하이드록시톨루엔(Butylated hydroxytoluene)을 첨가한다. 화학중합형 복합레진은 재료의 혼합과 동시에 중합반응이 시작되는데 중합억제제를 첨가하여 초기 몇 분 정도의 중합을 지연시켜 작업시간을 연장하고 있으며 사용되는 중합억지제는 하이드로퀴논(Hydroquinone)이다. 재료의 중합을 막음과 동시에 제품의 적절한 저장기간을 제공하기 위해 제조사에서 소량(0.006%이하)의 중합억제제를 첨가한다.

따라서 중합억제제는 레진 제품에 충분한 작업시간을 부여하고 보관기관을 연장시켜준다.

## 분류
복합레진은 필러입자의 크기에 따라 거대입자형 복합레진, 초미세입자형 복합레진, 미세입자형 복합레진, 혼합형 복합레진, 나노입자형 복합레진으로 분류할 수 있다. 임상에서 주로 사용되는 복합레진은 혼합형 복합레진이며, 심미성이 뛰어난 나노입자형 복합레진도 임상에서 흔히 사용한다.
복합레진은 중합하는 방법에 따라 자가중합형 복합레진(Self cured composite resin), 광중합형 복합레진(Light cured composite resin), 이중중합형 복합레진(Dual cured composite resin)으로 분류할 수도 있다. 임상에서 주로 사용하는 복합레진은 광중합형 복합레진으로, 빛이 이용되며 시간을 조절할 수 있는 장점이 있다.
또, 점도와 조작성에 따라 복합레진을 분류할 수도 있다. 수복의 용도로 사용되는 일반 복합레진과 흐름성이 좋아 작은 수복에 사용되는 흐름성(Flowable) 복합레진, 와동 안에 다져넣는 응축형(Packable) 복합레진으로 분류된다.
추가적으로, 소와열구전색재는 충전재가 들어있지 않거나 소량함유된 레진으로 우식 예방술식인 치면열구전색 치료의 전색재(광중합, 화학중합)로써 사용된다. 벌크형(Bulk-fill)복합레진은 여러번 장착,중합하지 않고 큰 적충 양을 한번에 장착하고 중합해 시간을 절약하기 위해 사용한다. 코어 축성(Core buildup) 복합레진은 치아 우식 또는 치아 파절로 인해 광범위한 치질의 손실이 있을 때 치아 구조를 대체할 수 있는 재료로서 코어용 복합레진을 적용한 후에 지대치를 형성해 보철물(Crown)을 수복한다. 임시수복용 복합레진(Acrylic)은 지대치형성 후 보철물이 만들어질때까지 대합치, 인접한 치아와의 접촉 관계와 교합 관계가 변화하지 않도록 유지하기 위해 적용되는 임시 치관,임시 가공의치제작시에 사용된다.

## 장점
복합레진은 실제 치아의 색상과 유사하여 적절하게 치료된 경우에 자연치와 구분이 가지 않을 정도로 뛰어난 심미성을 가지고 있으므로 전치 부위의 충전에 효과적이다. 다른 수복 재료들에 비해서 치질의 삭제량이 적어 치아 자체의 강도를 보존할 수 있고, 금속 수복재와는 달리, 열전도율이 낮기 때문에 시술 후 민감성이 적다. 복합레진은 치과용 시멘트를 통해 치질에 접착하기 때문에 미세누출이나 변색이 적게 나타나며 잔존 치질의 강도를 보존할 수 있다. 또한 접착의 방법을 사용하므로 이차우식 등이 발생한 경우, 수복물 전체를 제거하지 않고 우식 발생부위를 부분적으로 제거 후 치료할 수 있기 때문에 재치료에 대한 부담감이 적다. 작업시간에 대한 제한을 덜 받는다.

## 단점
복합레진의 단점 중 가장 중요한 문제는 중합과정 중에 발생하는 수축이다. 이로 인해 변연 부분의 착색, 치질과 와동사이에 미세누출이나 틈새 형성으로 인한 복합레진의 탈락과 술 후 과민증, 2차 우식 또는 치수자극이 발생할 수 있다. 교합력이 집중 되는 치아에는 마모가 발생할 수 있기 때문에 큰 와동에서의 사용은 적합하지 않다. 수분에 취약하기 때문에 방습(격리)이 불가능한 치은연하 등과 같은 부위의 경우에는 적용할 수 없다. 또한 충전 술식과 연마가 복잡하고 어려워 술식의 정확성에 따라 다양한 결과를 가져오게 된다. 레진 자체의 점성과 장력으로 와동 깊숙이 삽입이 힘들 수 있다.

## 적응증과 금기증

### 적응증
1. 구치부(어금니)의 1,2급 와동수복
2. 전치부의 3,4급 와동수복
3. 치경부 와동 수복
4. 전치부의 정중이개(Midline diastema) 폐쇄
  - 정중이개(치간틈새, Diastema) : 다양한 원인에 의해서 상악 정중치(중절치) 사이가 벌어져 있는 형태[20]
5. 왜소치, 기형치 등의 치아 외형의 수정
  - 왜소치(Microdontia) : 한개 이상의 치아가 정상치아 크기보다 작은 것
  - 기타 기형치[21]

  1. 쌍생치(Gemination) :  하나의 치배가 완전하게 나누어지지 못해 불완전한 두 개의 치배로 분리된 발육이상으로 절단면 부분의 홈이 패여 두개의 치관으로 구분된다.
  2. 치내치(Dens in dente) : 치아와 비슷한 구조가 치아 내부에 존재(합임), 치아우식증이나 치수감염이 잘 일어나므로 예방적 수복처치나 근관치료를 시행한다.
6. 반점치 등 치아 표면의 색상을 개선하기 위한 수복
7. 근관치료한 치아의 코어재료

### 금기증
1. 격리(방습)가 불가능한 경우
2. 교합력이 집중되는 부위의 치아[22]
3. 와동이 과다하게 큰 경우
4. 마모가 심한 치아

## 물리적 및 기계적 성질
- 생체적합성(생물학적 성질)[15]

복합레진을 수복재로 사용할 때 와동이 치수에 근접하게 형성되면 복합레진에서 화학물질이 방출되어 상아세관을 통해 치수에 염증반응을 일으킬 수 있기 때문에 와동에 이장재(글래스아이오노머 시멘트;GIC)를 도포한 후에 복합레진을 수복해준다.
소수의 사람들에게 복합레진 재료의 몇몇 성분에 의해 알레르기반응을 볼 수 있는데, 이러한 사람들을 위해서는 다른 수복재료를 이용하여 와동을 수복하여야 한다.
- 강도[23]

아말감만큼 압축응력이 강하지는 않지만 글래스아이오노머보다는 강하다. 화학중합형에 비해 광중합형의 강도가 약간 더 크다.
- 마모

복합레진은 아말감보다 더 빨리 마모된다. 필러함량에 따라서 마모율에 영향을 미치는데 필러의 함량이 낮은 레진이 함유량이 높은 레진에 비해 더 빨리 마모된다.  이러한 마모는 음식물, 칫솔질, 저작 및 악습관, 대합치 등에 의해서 일어난다.
- 중합수축

복합레진을 경화(중화)시킬 때 발생하는 수축을 말한다. 이러한 수복물의 수축으로 인하여 수복물과 치아사이의 틈이 만들어져 미세누출이 발생하게 되는데 적층법, 레진 인레이 등을 이용하여 미세누출의 가능성을 줄이는 노력을 하고있다.
- 열전도성

복합레진의 열전도율은 법랑질과 상아질의 열전도성과 유사하여 치수에 가해지는 자극을 차단시켜 치수를 생물학적으로 보호한다.
- 열팽창계수

열팽창계수(Coefficient of thermal expansion;CTE)는 이상적으로 치아구조와 같아야한다. 복합레진은은 CTE가 치아보다 커 인접한 치아구조보다 크기변화가 크다.
- 탄성계수

복합레진의 탄성계수는 필러의 함량에 따라 결정된다. 필러의 함량이 많을수록 수복물이 더 딱딱해짐에 따라 탄성계수가 높아지며 마모저항성도 증가한다.
- 물 흡수도

레진 기질은 시간이 지남에 따라 구강의 물을 흡수하여 점차적으로 재료를 분해(가수분해)할 가능성이 있으며 변색을 일으킨다. 레진기질이 많을수록 물을 더 잘 흡수한다.
- 방사선 불투과성[7]

리튬, 바륨 등의 금속을 필러에 첨가하면 방사선사진을 찍을 때  수복물이 보다 명확하게 보인다. 이를 이용해 수복물과 재발성 우식증을 구분한다.
- 색안정성[23]

치과용 복합레진과 세라믹 등의 심미수복, 보철 재료는 자연스러운 치아 색과 반투명도를 맞추기 위해 여러 가지 색조를 이용하여 제조된다.

## 화학중합형 레진
화학중합형 레진(self-cured resin 또는 Chemical cured composite )은 치의학에서 사용하는 수복 재료의 일종으로 복합 레진, 의치(틀니)의 구성성분인 의치상용 레진 등을 말한다. 화학적 반응으로 인해 시간이 지나면서 서서히 굳는 레진의 종류이며, 자가중합형 레진이라고도 한다.  화학중합형 레진은 순수한 화학중합형 레진시멘트로 출시되는 것과 광중합이 선택사항인 형태가 있다.특별히 광중합이 적용되기 힘든 금속수복물, 지르코니아의 수복 등에 유용하게 사용될수 있다.1940년대에 최초의 자가중합형 아크릴레진(polymethyl methacrylate)이 소개된 후 레진에 대한 연구가 계속되고 있다.(심미수복재의 역사)

### 장점
중합시에 열 발생이 적다. 또한 대한민국에서 건강보험이 지원되기 때문에 광중합형 레진에 비하면 저렴한 가격이다.

### 단점
광중합 레진보다 강도가 약하며 기포가 발생한 경화체를 얻을 확률이 높다. 치아의 부위에  따라 적용이 어려운 부위가 있다. 빛을 조사하지 않고 스스로 굳기 때문에 긴 시간이 걸려 작업 시간을 조절하기 힘들어 조작하는 방법이 어렵다. 또한 색조를 선택할 때의 폭이 넓지 않아 제한을 받을 수 있으며 변색이 잘 된다. 때문에 최근에는 코어(core)를 형성하는 경우를 제외하고는 많이 사용되지 않고 있다. 또한 중합이 빠르게 진행되기 때문에, 시간이 제한적이다.

### 성질
화학중합형 레진은 구강 내에서 직접적으로 수복할 수 있는 직접 수복재료이다. 화학중합형 레진 중합시에는 재료 혼합과 동시에 중합반응(굳음)이 시작되기 때문에 천천히 중합하기 위해서는 중합금지제를 이용하여 초기 중합을 지연시켜 작업시간을 확보하는 것이 좋다. 경화시간은 혼합개시부터 4~5분 정도가 되면 초기 경화가 된다.

### 방법
화학 중합형 레진은 과산화개시제와 아민활성제의 상호작용에 의해 자유기가 생성된다. 이렇게 형성된 자유기인 메타크릴기(methacrylate group)가 중합을 개시하여 폴리머 기질(polymeric matrix) 과 가교(cross link)를 형성함으로써 중합이 이루어진다. 화학 중합형 레진은 광중합형 레진과는 다르게 위에서 말한 과산화개시제와 아민활성제 이 두가지 구성성분을 종이판 위에서 20~30초간 혼합한다.

## 광중합형 레진
광중합형 레진은 아민활성제와 광개시제가 함유된 하나의 주사기(Compule type)에 들어있는 단일 연고 형태이다.
복합레진을 와동에 적용한 후에 빛을 비추면 중합반응이 있어 술자에 의한 작업시간 조정이 가능하다. 빛을 쪼여주는 장비를 광중합기(광조사기.Light curing, Photopolymerizer)라고한다.  광중합기는 가시광선 광중합기와 자외선 광중합기 두 종류가 있는데, 현재 임상에서의 광조사기는 모두 가시광선형이다. 복합레진 등 광중합에 의해 경화되는 재료에는 LC(광중합형,Light-curing) 또는 VLC(가시광선 중합형, Visible light curing)라고 상품의 포장이나 설명서에 표기한다.

### 장점
화학중합형 레진과 다르게 혼합이 필요하지 않으므로 기포 발생이 적어 착색이 덜 되고 강도가 높다. 작업시간을 임의로 조절할 수 있어 편리하다. 빛을 비추면 바로 중합이 되어 경화시간이 빠르다. 색안정성이 좋다. 과거 화학중합형 레진에만 적용되던 보험이 2018년부터 12세 이하의 아동의 충치치료시 사용되는 광중합형 복합레진 시술에도 보험적용이 되었다.

### 단점
중합 시 광중합기가 필요하다. 빛에 의해 중합되기 때문에 실내조명에도 반응하여 경화될 수 있으므로 실내조명에 오랜시간 노출이 되지 않도록 주의해야 한다. 빛이 도달하기 어려워 중합이 가능한 깊이에 한계가 있으므로 충전하는 레진의 두께는 2.5mm 이하가 되도록 해야한다. 구치나 인접면에 빛이 도달하기 어려워 광중합이 충분히 이루어지지 않을 수 있다. 레진색조의 차이에 따라 광조사의 시간을 조절하여야 한다. 장시간 조사시 과열이 된다.

### 주의사항
광중합형 복합레진이 완전히 중합하려면 적정 파장과 적정 노출시간에서 정확한 양의 광에너지를 조사해야한다. 광중합기를 선택할 때는 광증감제의 광흡수 파장영역에 해당하는 파장의 빛을 강하게 발산할 수 있는 광중합기를 선택하는 것이 좋다. 이는 스펙트럼의 광출력 정도와 피크파장이 광중합기의 제품에 따라서 다르기 때문이다.  특히 일부 컴포머나 접착성 레진은 광방출 파장영역이 좁은 광중합기와 광개시제의 광흡수 파장영역이 차이가 있을 때 중합이 충분하게 되지 않는 경우가 있다. 그러므로 제품과 광중합기의 조합은 자료들을 참고하여야 한다. .
또한 오래 사용한 광중합기의 광도는 약해지므로 광도측정기를 사용해 광중합기의 광도를 정기적으로 점검해 주는 것이 중요하다. 또한 광중합기가 경화시킬 수 있는 레진의 깊이에 한계가 있기 때문에 하부의 층까지 빛이 도달하지 못한다면 레진이 완전히 중합되지 않을 수도 있으므로 주의하여야 한다.
복합레진은 실내조명에 민감하여 뚜껑을 열어놓으면 실내조명에 오래 노출되어 표면이 단단하게 굳거나 얇은 막이 생길 수 있으므로 주의해야 한다.

### 광중합기의 종류
광중합기는 크게 할로겐(QTH), 플라즈마 아크 중합기(PAC), 발광다이오드(LED), 아르곤 레이저 광중합기로 분류한다. 할로겐 광중합기는 450~500 nm 파장의 청색광을 이용하며 할로겐 램프를 사용하는 것으로 임상에서 가장 많이 사용된다. 플라즈마 아크나 레이저 광중합기는 높은 에너지를 가지고 있어 레진을 빠르게 중합시키나, 중합률의 불량과 많은 중합수축 응력의 발생, 비싼 가격의 단점을 가지고 있으며 추가로 플라즈마 아크는 높은 온도의 상승을 일으키므로 비효율적이다. 마지막으로 LED 광중합기는 할로겐에 비해 열 방출이 적고 광강도가 비교적 일정하며 가볍고 수명이 길다는 장잠이 있어 점차 사용이 늘어나고 있는 것으로 Blue LED를 이용한 것이 시중에 판매되고 있다.

### 중합 깊이에 영향을 주는 요소[39]
- 색조와 투명도

복합레진의 색이 진하고, 불투명할수록 깊이는 낮아진다.
- 빛의 세기와 광조사 시간

빛의 세기와 중합의 깊이, 광조사 시간과 중합의 깊이 사이에는 대수적인 관계에 있다고 한다.
- 광조사 후의 복합레진 중합

광조사가 끝난 후에도 복합레진은 약 24시간 정도는 지속적으로 중합을 한다. 광중합 직후와 24시간 후 복합레진의 미세경도를 비교해 보면 경도가 많이 증가하는 것을 알 수 있다.
- Total Energy Concept

빛의 세기에 조사시간을 곱한 값이 16,000 mW/cm²이 되어야 복합레진을 적절히 중합시킬 수 있다. 하지만 광조사기의 출력밀도가 아무리 높아져도 복합레진이 충분히 반응하는데는 10초 이상의 시간이 필요하다.

## 이원 중합형 레진
이원 중합형 레진은 광중합으로 레진을 처음에 시작하나, 강한 빛이 도달되지 않는 부분은 화학중합 기전을 이용하여 중합하는 방법으로, 광중합과 화학중합 방법을 모두 사용하는 방법을 말한다.
이러한 이원중합형 복합레진은 근관치료를 시행한 치아에 복합 코어재료를 근관 공간에 장착할 때 자주 이용된다. 중합광(청색광)이 근관에 있는 재료까지 도달하지 못하지만 자가중합(화학중합)으로 경화될 수 있기 때문이다.
광중합이 충분치 못할 경우에는 이원중합형 레진시멘트는 제 성능을 완전히 발휘할 수 없다. 만약 800~100 mW/cm² 의 광도의 광조사기를 사용하고 세라믹 수복의 두께가 2~3 mm 정도라면 치아 한 면당 적어도 1분 이상의 광조사시간을 갖는 것이 바람직하다.

## 그 외

### 컴포머
컴포머(Compomer, 콤포머)는 복합레진에 글래스아이오노머 성분이 첨가된 복합레진의 변형재료로 복합레진의 우수한 성질(강도, 내마모성, 심미성 등)과 글래스 아이오노머의 불소를 유리하는 성질을 모두 가지고 있는 대중적인 재료이다. 비교적 취급이 용이한 광중합형이다. 복합레진에 비해서 물성이 뒤떨어지나 글래스 아이오노머보다는 우수한 물성을 가진다.
 컴포머는 대개 전치부 수복(치경부)에 사용되며 복합레진과 동일한 결과를 얻을 수 있다.
컴포머가 개발됨으로써 치과의사들은 복합레진보다는 쉽고 편하게,그리고 저렴하게 치아색 나는 수복물을 환자들에게 치료해줄 수 있었으며, 환자들의 입장에서는 복합레진보다 저렴한 가격에 치아색 나는 수복물을 할 수 있게 되었다.

#### 화학반응[25]
광조사를 하게 되면 복합 레진과 같은 중합반응이 먼저 일어나고, 시간이 흐르면서 수분과 접촉하는 과정에서 글래스아이오노머에서와 유사한 산-염기 반응이 추가로 일어나게 되는데 이 과정에서 불소 등이 유리된다. 중합반응이 주 반응이라고 할 수 있고, 산-염기 반응은 부가적인 반응이라고 할 수 있다.

#### 적응증[25]
- 유치: 전·구치부의 모든 영역
- 영구치: 5급 와동(치경부), 치면열구전색

#### 금기증[25]
- 5급 와동을 제외한 영구치의 수복

### 복합레진의 수명
- 복합레진의 수명: 개인의 구강환경과 습관에 따라 개인차가 있기 때문에, 정확히 어느 한 시점이라고 단정 지을 수는 없다. 그러나 일반적으로 복합레진의 수명을 3.3~16년 정도로 보고있다.[40] 전치 부위에 복합레진 수복을 했다면, 식습관 등으로 인한 변색이 복합레진의 수명을 단축시키는 원인이 될 수 있다.[46]
- 복합레진의 유효기간 : 레진의 종류와 제조사에 따라 다르다. 재료는 냉장보관 하도록 권장하고 있으며, 열과 빛을 피하면 유효기간을 연장할 수 있다. 올바르게 보관한 경우 평균 2~3년 정도 사용할 수 있다.[15]

### 복합레진의 위험성
복합레진이 생체적합성을 가지고 있다고 본다. 구강 내 수분과 같은 환경들에 의해 복합레진 내부에 남아 있는 성분들이 소량 인체 내로 방출된다는 연구와 중합되지 않고 남아있는 성분들이 세포독성을 가지고 있다는 보고가 있었으나 용해도는 매우 낮고, 체내로 퍼지기 전에 부분적으로 중합이 되기 때문에 인체에 유해성이 없다는 것으로 판단하고 있다.

### 직접법에 의한 복합레진 수복
직접법에 의한 복합레진 수복은 한 번의 내원으로 와동형성부 또는 치아표면에 바로 복합레진을 충전하는 방법이다. 일반적으로 직접법에 의한 수복을 그냥 복합레진 수복이라고 이른다. 실제 임상에서 가장 많이 사용되는 방법이다.
직접법에 의한 술식은 다음과 같다.
국소마취→치면세마→색상선택→격리(방습)→와동형성 및 치수보호→산부식(Etching)→접착강화제 도포(Primer)→접착레진도포(Adhesive, Bonding resin)→격벽(와동형성 직후에 시행하기도함)→복합레진 충전 및 광조사→형태 및 변연 조정(교합조정)→연마(Polishing)→재접착(Rebonding)
먼저 수복할 치아 주위를 국소마취하고 치면세마를 시행한 후, 사용할 레진의 색상을 선택한다. 이때 주의할 점은 자연광아래, 치아가 젖은 상태에서, 러버댐이 장착되기 전에 결정해야 한다. 다음으로 러버댐을 사용하여 수복할 치아를 격리하고 와동형성을 한 후, 와동이 너무 깊어 0.5mm 이하의 치질이 남았다면 치수보호(GIC)를 시행한다. 그 후 결합력을 높이기 위해 산부식을 시행한 뒤, 접착강화제(primer)를 도포하고 접착레진을 도포한다. 도포 후, 격벽을 설치한 뒤 테프론(teflon)을 입힌 금속기구나 플라스틱 기구를 이용해 복합레진을 충전한 뒤 광조사를 한다. 충전 시 주의사항은 큰 와동의 경우는 한번에 충전하는 것이 아니라 여러 번에 나누어 충전하는 방법인 적층 충전법을 사용해야 한다. 격벽은 산부식의 단계 전에 설치할 수도 있다. 레진이 경화되면 표면이 매끈하게 연마를 시행하고 마지막으로 틈새와 미세균열을 메워주고 변연 적합도를 높이기 위해 접착레진과 같은 액체 레진을 사용하여 재접착을 시행한다.

### 간접법에 의한 복합레진 수복
간접법에 의한 복합레진 수복은 1차 내원 시에 와동을 형성하여 인상을 채득한 후에 기공실에서 수복물(기공물)을  제작하고 다음 내원 시 레진시멘트를 이용해서 와동에 합착시키는 방법이다. 복합레진을 사용하여 간접법으로 제작한 인레이 또는 온레이 수복물을 임상에서 레진 인레이(Resin inlay) 또는 레진 온레이(Resin onlay)라고 부른다.  와동이 커서 직접법으로 처리하기 힘든경우, 금 인레이를 적용할 수 없는 심미적인 부위의 2급 와동, 비니어용으로 주로 적용된다.
 레진 인레이는 금 인레이에 비해 강도가 떨어지므로 수복물이 파절되지 않을 정도의 적절한 저항형태를 획득할 수 있는(두께가 충분히 확보) 치아에서만 적용할 수 있다. 간접법을 이용하여 수복한 경우가 직접법에 의한 수복에
비해서 복합레진의 강도가 더 세다. 간접재료는 직접 복합레진에서의 변연누출, 수술 후 지각과민증, 재발성우식, 중합수축 등의 문제를 줄이기 위해 개발되었다.

### CAD/CAM SYSTEM
CAD/CAM 시스템(Computer aided design/Computer aided manufacturing의 약자)은 구강이나 경석고 모형에서 채득한 광학인상의 데이터를 컴퓨터로 전달하고 그 데이터를 바탕으로 전산 프로그램이 수복물의 디자인을 하면 이 정보를 토대로 삭제기계나 3D 프린터가 복합레진, 세라믹, 금속 block을 정밀하게 깎아 수복물을 제작하는 시스템으로 1990년대부터 실용화된  수복물 제작 방법이다. 이 방법으로 도재 인레이, 온레이, 임플란트 수복물, 크라운 등이 제작 가능하다. 수작업으로 하는 방법에 비해 디자인과 제작에 걸리는 시간이 짧아 수복물의 제작시간이 단축되며, 기공소를 거치지 않고 치과 진료실 내에서 제작할 수 있어 치료가 당일에 완료될 수 있다는 장점이 있다. 그러나 기술에 따라 심미성과 정확성에 차이가 있을 수 있다는 단점이 있다.

## 같이 보기
- 접착수복술
- 치면열구전색